# تايسوكي كونو
تايسوكي كونو (باليابانية: 今野 太祐) (18 ديسمبر 1992 في طوكيو في اليابان – )؛ هو لاعب كرة قدم ياباني سابق كان يلعب كحارس مرمى.

## وصلات خارجية
- تايسوكي كونو على موقع رابطة كرة القدم اليابانية للمحترفين (اليابانية)